# Planificación de sistemas informáticos
Una planificación de sistemas informáticos, también conocido como Plan Director de Sistemas, Plan de Sistemas de información o Plan Estratégico de Sistemas, facilita a una organización una correcta determinación del estado actual de los sistemas informáticos, de los requisitos que la organización les demanda para identificar un estado futuro de dichos sistemas alineados con los objetivos de la organización. 
A partir de esta determinación del estado actual y futuro de los sistemas de la organización, se realiza un Gap Analysis (análisis de diferencias) que permite identificar las acciones a tomar para alcanzar dicho estado futuro, a nivel de organización, sistemas, procesos, personal y proyectos. Posteriormente, los planes tácticos (p. ej. de carácter anual) programarán dichas acciones.

## ¿Qué se debe tener en cuenta?
Un Plan de sistemas informáticos debe tener en cuenta el resto de planes de negocio y las indicaciones de la dirección de la organización para conseguir una alineación de ambas estrategias y obtener así la máxima confianza del negocio en los sistemas de información como una fuente de productividad y de ventaja competitiva.
Un proyecto de planificación estratégica de sistemas debe involucrar a toda la organización, especialmente a la dirección ejecutiva, dirección intermedia y personal clave de los departamentos.
Dada la velocidad de cambio de la tecnología, de su aplicación a la gestión empresarial y de la innovación empresarial en general, es difícil que un Plan de sistemas informáticos esté vigente más allá de 3 o 5 años, y se recomienda revisarlo anualmente, por lo tanto, es deber del planificador considerar la escalabilidad de los servicios, teniendo en consideración una potenciación de los servicios ofrecidos.
Es necesario también al momento de planificar en tecnología que, conozca el entorno y que pueda situar en él sus elementos principales Clientes, proveedores, y competencia, los cuales servirán para establecer los diferentes retos de negocios que pretendemos alinear con la estrategia empresarial, por otra parte, las agencias reguladoras, quienes establecen lineamientos en el marco de acción organizacional, y las cuales siempre será necesario dejar cierto grado de flexibilidad, por algún cambio repentino.

## Componentes de un Plan de Sistemas Informáticos
- Resumen ejecutivo.
- Información actual de la organización.
- Requisitos de negocio para los sistemas de información.
- Estado actual de los sistemas de información.
- Estado de la industria IT y de la competencia (benchmarking).
- Identificación de oportunidades de mejora.
- Objetivos y estrategia de sistemas de información.
- Gap Analysis (aplicaciones, infraestructuras, organización y procesos necesarios).
- Planificación de implementación (hoja de ruta, presupuestos, prioridades y fechas, proyectos necesarios).

## [1]Partes del plan sistemas de la información
- La descripción de la situación actual. En la descripción encontraremos el análisis técnico de puntos fuertes y riesgos y el análisis de servicio a los objetivos de la organización.
- Arquitectura de la información constituida por un conjunto de modelos.
- Propuesta de proyectos a desarrollar en los próximos años, así como la prioridad de cada uno.
- Propuesta de calendario.
- Evaluación de los recursos necesarios para los proyectos a desarrollar en el próximo año.
- Un plan de seguimiento y cumplimiento de todo lo propuesto mediante los mecanismos de evaluación adecuados.